# Асоціація благодійників України
ВБО «Асоціація благодійників України» — українська благодійна організація, створена в квітні 2011 року з головним офісом у Києві, регіональними представництвами у м. Львів, Сполучених Штатах Америки (м. Бруклін) та Республіці Польща (м. Варшава) — як окремі неприбуткові структури під назвою Ukraine Assistance Fund (Фонд Допомоги Україні).
Асоціацію створено засновниками конкурсу «Благодійник року».

## Стратегія[4]
- розвиток ефективного соціально-орієнтованого благодійництва в Україні;
- підвищення рівня довіри та відповідальності в благодійній діяльності;
- зростання професіоналізму та сталість у провадженні доброчинності.

### Напрями діяльності
1. Поліпшення якості комунікацій між благодійниками та отримувачами допомоги, створення можливостей для їх діалогу.
2. Допомога у здійсненні системної благодійності: професійно, якісно, прозоро.
3. Інформування суспільства, популяризація благодійництва.
4. Ініціативи щодо вдосконалення законодавчих, фінансових, економічних та соціальних умов провадження доброчинності.
5. Інституційний розвиток.

### Пріоритети
- формування системи цивілізованого громадського впливу на створення сприятливого для розвитку благодійності українського законодавства;
- побудова відкритого суспільного майданчика для формування відносин та комунікацій у сфері благодійництва;
- узагальнення позитивного досвіду провадження благодійної діяльності в Україні та за кордоном, формування умов щодо перенесення цього досвіду у практику українських благодійних організацій;
- створення системи суспільного моніторингу та контролю за соціальною діяльністю органів влади різного рівня, формування механізму громадсько-державного партнерства щодо вирішення нагальних проблем суспільства;
- створення загальнонаціональної благодійницької інформаційної мережі (найкращі благодійні практики, ефективні благодійницькі технології, систематизований банк інформації щодо суспільних благодійний потреб, каталог існуючих благодійних ресурсів тощо).

## Керівництво

### Наглядова рада
- Марина Криса, Президент Благодійного фонду "Товариство «Приятелі дітей», Голова Наглядової ради.
- Сергій Фоменко, лідер гурту «Мандри».
- Анжеліка Рудницька, Заслужена артистка України, співачка, мисткиня, журналістка, волонтерка, громадська діячка.
- Ольга Вієру, громадська діячка, проєктна менеджерка, директорка Національного центру «Український дім».
- Василь Полуйко, виконавчий директор  Фонду розвитку громадських організацій «Західно-український ресурсний центр»
- Галина Симха, громадська діячка, засновниця Асоціації «Український Бурштиновий Світ», членкиня від України у «Світовій Раді Бурштину», засновниця міжнародної платформи «Дякую Серцем».

## Члени

### Члени Асоціації благодійників
1. Благодійний фонд «Приятелі дітей»;
2. Міжнародний благодійний Фонд «Україна 3000»;
3. Міжнародний благодійний Фонд «Здоров’я Українського Народу»;
4. Міжнародний благодійний фонд «Архангел світла»;
5. Міжнародний благодійний фонд Олександра Фельдмана;
6. Благодійна організація «Благодійний фонд «Бібліо-Фонд»;
7. Благодійна організація «Благодійний фонд «Міст» імені Михайла Савенка»;
8. Благодійна організація «Благодійний фонд «Щаслива лапа»;
9. Благодійна організація «Український фонд благодійництва»;
10. Всеукраїнський благодійний фонд «Допомагати просто!»;
11. Західноукраїнський ресурсний центр – ЗУРЦ;
12. Установа благодійного фонду «Центр медичних інновацій»;
13. Бердичівський благодійний фонд «Оберіг-26»;
14. Благодійний фонд «Благомай»;
15. Благодійний фонд «Відбудуємо нашу Україну»;
16. Благодійний фонд «Дерево Мого Життя»;
17. Благодійний фонд «Карітас Одеса УГКЦ»;
18. Благодійний фонд «Кідз оф Юкрейн»;
19. Благодійний фонд «Лайф Чейнджер»;
20. Благодійний фонд «Харків Хелп»;
21. Громадська організація «Асоціація «Український бурштиновий світ»;
22. Громадська організація «Fenix Charity»;
23. Центр ділового партнерства;
24. Американсько-українська ділова рада (U.S.-Ukraine Business Council (USUBC).

### Фізичні особи
1. Максимчук Олександр, засновник ВБО «Асоціація благодійників України»;
2. Мудрак Лариса, незалежний медіаексперт;
3. Олійник Олександр, засновник ВБО «Асоціація благодійників України»;
4. Піркл Дмитро, приватний підприємець, громадський діяч;
5. Костирко Дмитро, громадський діяч;
6. Андрій Іонов, член Правління ВБО “Асоціація благодійників України”, багаторічний член Ділової ради Національного конкурсу «Благодійна Україна», львівський бізнесмен, ресторатор, директор громадської організації «Вектор», Почесний Консул Республіки Індонезія в Україні.

## Проєкти

### Національний конгрес «Благодійна Україна»
Метою Конгресу є запровадження формату систематичного суспільного діалогу щодо розвитку благодійності в Україні, відкрите обговорення тих проблем, які гальмують ефективну діяльність вітчизняних благодійних організацій. На обговорення учасників Конгресу, зокрема, виносяться такі питання:
- оцінка результатів розвитку української благодійності;
- аналіз тенденцій, викликів та ризиків, які очікують на благодійну спільноту;
- проблеми оподаткування благодійної діяльності та допомоги, формування ендавментів благодійними організаціями;
- запровадження «відсоткової філантропії» в українському суспільстві;
- використання ефективних технологій та інструментів фандрайзингу;
- формування дієвої системи співпраці між благодійними організаціями та медіа.

### Зелена книга української доброчинності
Цей документ містить значний масив інформації щодо сьогоднішнього стану у сфері української доброчинності та має на меті розпочати процес суспільних консультацій щодо шляхів розвитку благодійності в Україні. Упорядник — Асоціація благодійників України у партнерстві з недержавним аналітичним центром «БлагоУкраїна» — відокремленим підрозділом «Асоціації благодійників України».
Зелена книга складається з двох частин — результатів експертного опитування та моніторингу публічної промоції благодійності у нашій країні.
Щорічне експертне опитування «Стан розвитку доброчинності в Україні» (його Асоціація благодійників проводить, починаючи з 2011 року) умовно можна розділити на аналітичну та рейтингову частини. У першій експерти, відповідаючи на запропоновані упорядниками питання, окреслюють сучасний стан розвитку благодійності в Україні; у другій — визначають організації, людей та ЗМІ, які, на їхню думку, зробили найбільше для розвитку і промоції доброчинності, а також визначають найбільш ефективні події благодійного життя. В опитуванні беруть участь до 100 експертів, які представляють всеукраїнські та регіональні благодійні, громадські і волонтерські організації, заклади освіти, медицини, культури, медіа та наукові установи з усіх куточків України. Опитування є фаховим і територіально репрезентативним, коректно представляє наявну у середовищі множину суб'єктів благодійності.
У другій, моніторинговій частині представлені результати численних соціологічних опитувань, всесвітніх та українських рейтингів, аналітичних досліджень, конкурсів, найбільших благодійних подій та акцій. Також тут міститься перелік найбільш ефективних благодійних організацій, результативних акцій, небайдужих ЗМІ та публічних осіб, які назвали експерти, відповідаючи на запитання рейтингової частини опитування.
Побачили світ 9 випусків Зеленої книги української доброчинності. Це ґрунтовні дослідження стану третього сектору, що дають основу для розуміння ситуації та подальшої роботи в секторі.

### Аналітичний центр «БлагоУкраїна»
Предметом діяльності Аналітичного центру «БлагоУкраїна» (створений у 2019 році) є дослідження проблем розвитку благодійності, волонтерства, соціального підприємництва в Україні, аналіз державної соціальної політики.
Центр аналізує процеси, які відбуваються у благодійному і волонтерському середовищі та надає рекомендації щодо напрямків підвищення ефективності та оптимізації його функціонування, моніторинг благодійної діяльності та розробка рекомендацій суспільству та органам влади щодо шляхів і механізму розвитку благодійності в Україні.

### Впровадження в Україні відсоткової філантропії
З 2012 року Асоціація благодійників України провадить адвокасійну та лобістську роботу, спрямовану на впровадження в Україні відсоткової філантропії. З її ініціативи була утворена робоча група, яка у напрацювала робочу версію проєкту Закону України «Про внесення змін до Податкового кодексу України щодо підтримки неприбуткових організацій», що регулював би механізми відсоткової філантропії.
На початку жовтня 2014 року законопроєкт був представлений на Координаційній раді, утвореній міністром Кабінету Міністрів України з метою врахування громадської думки під час формування та реалізації державної політики, програм соціально-економічного та культурного розвитку для модернізації українського суспільства, гармонізації суспільних відносин, формування сучасної конкурентоспроможної соціально орієнтованої економіки. 
Іде відсоткової філантропії була схвальна сприйнята українськими парламентарями. Так, 12 лютого 2015 року група депутатів внесла до Верховної ради проєкт Закону «Про внесення змін до Податкового кодексу України № 2122 (щодо підтримки неприбуткових організацій)», в якому прописано механізм відсоткової філантропії.

### Проєкт «Благодійний сертифікат» (2013—2015)
Програма «Благодійний сертифікат», яку реалізовували упродовж 2013—2015 рр. дозволяла зробити добру справу людям, які з якихось причин ще цього не робили, шляхом дарування їм такої можливості. Людина — ініціатор дарування «Благодійного сертифікату» здійснює платіж на рахунок Асоціації благодійників України та повідомляє дані людини — отримувача сертифікату, яка буде ним розпоряджатися. Асоціація благодійників України формує іменний номерний сертифікат із зазначенням його номіналу, імен ініціатора та отримувача сертифікату, та передає його ініціатору для вручення отримувачу. Отримувач сертифікату має право реалізувати його на допомогу суспільству у сферах, які він обирає самостійно. Асоціація благодійників України здійснює благодійну допомогу організації, вказаній отримувачем, на суму, зазначену в сертифікаті, після чого надає відповідний звіт ініціатору та отримувачу сертифіката. Номінал сертифікату узгоджується Асоціацією благодійників та ініціатором дарування та не може бути меншим, ніж 500 гривень. Програма закрита.

### Співпраця з Українським культурним фондом
Асоціація благодійників України та Український культурний фонд 12 червня 2019 року підписали меморандум про співпрацю.
Головна ідея та мета співпраці — розробка механізмів впровадження благодійництва, спонсорства та меценатства у сферу культури та мистецтва та спільних програм з підтримки культурних проєктів. 11 грудня 2019 року Асоціація благодійників спільно з Українським культурним фондом провели круглий стіл «Благодійність в Культурі». Метою круглого столу було знайти точки дотику між культурою, благодійністю та бізнесом.

### Благодійна програма «#CharityHelpUA»
Ідея програми — об'єднання фінансових та матеріальних можливостей наших західних партнерів, які вже висловили бажання допомагати Україні та підтримувати її населення. Ключовий напрямок реалізації програми — пошук фінансових та матеріальних ресурсів для забезпечення військових та цивільного населення медикаментами, виробами медичного, санітарно-гігієнічного призначення, ввезення медичного обладнання для відновлення зруйнованих закладів охорони здоров'я тощо.

### Національний рейтинг «Компас благодійності України»
З метою підвищення стандартів якості роботи благодійних організацій в Україні у серпні 2022 року впроваджено рейтингування благодійних організацій. Компас благодійності України — публічний рейтинг благодійних організацій, які оприлюднюють свої річні податкові звіти та присутні в інтернет просторі. Розробка та впровадження інструменту рейтингування благодійних організацій стала можливими завдяки ініціативі аналітичного центру БлагоУкраїна. Добровільне рейтингування благодійних організацій — це відкрита система обліку діяльності організацій, можливість публічно підтвердити прозорість та підзвітність своєї діяльності та показати ефективність роботи із залученими коштами.

### Щорічний огляд «ТОП 100+ публічних транспарентних доброчинних організацій України»
Топ 100+ публічних транспарентних доброчинних організацій України – щорічний рейтинг, що визначає провідні доброчинні організації України на основі обсягу коштів, витрачених на благодійні програми. Рейтинг укладається ВБО «Асоціація благодійників України» спільно з ГО «Центр ділового партнерства» та ТОВ Фінтехальянс. Перелік організацій формується на основі відкритих джерел, а ранжування відбувається відповідно до публічно задекларованих річних витрат. Рейтинг враховує обсяг коштів, спрямованих організаціями на реалізацію благодійних проєктів, та їхню відкритість у наданні інформації про свою діяльність.
Метою рейтингу є надання суспільству інформації про діяльність доброчинних організацій, стимулювання позитивних змін у діяльності доброчинних організацій та їхньої прозорості в звітуванні та діяльності.

### Загальні напрямки діяльності
- Асоціація двічі долучалася до організації благодійних концертів Національної капели бандуристів, організованих Американсько-українською діловою радою. 12 листопада 2019 року за сприяння Асоціації благодійників України» та Медичного Центру NOVO у Львівській міській дитячій клінічній лікарні відбулося відкриття «Книжкової палати» для дітей. Асоціація виступала співорганізатором культурно-просвітницьких проєктів, реалізованих у Донецькій, Луганській областях та у прифронтових зонах.

- З Intercolor-Ukraine в 2018—2019 рр. були втілені проєкти «Велика мандрівка Святого Миколая» (українські музиканти та письменники влаштували різдвяне дійство для дітей, що проживають в зоні проведення АТО та ООС) та Всеукраїнський музичний фестиваль сучасної української музики «Твоя країна FEST» тощо.

- 2021 року почався проєкт «Арка Стрийського парку», через російське вторгнення проєкт було призупинено.

- Від 2012 року Асоціацією здійснюється інформаційна підтримка не лише партнерів та членів АБУ, а й інформування громадськості про заходи у сфері благодійності.